# Kitajima Toru
Kitajima Tōru (北嶋 徹 born ngày 23 tháng 12 năm 1982 in Tokyo), còn được biết đến dưới nghệ danh TK hoặc TK from 凛として時雨, là ca sỹ chính kiêm guitar chính và là lãnh đạo của nhóm nhạc j-rock Ling Tosite Sigure. Vào năm 2012, TK tách khỏi nhóm (nhưng chưa giải thể) và làm việc dưới project solo TK from 凛として時雨, và ký hợp đồng với hãng đĩa Sony Music Entertainment. TK cũng hợp tác với một số ca/nhạc sỹ và nhóm nhạc như Masayuki Nakano, cựu thành viên của nhóm BOOM BOOM SATELLITES.

## Tiểu sử
Vào gần cuối tháng 12/2011, TK ra mắt DVD giới hạn "Film A Moment", gồm 1 photobook, và bộ phim ngắn quay bằng phim 8mm đóng vai trò như MV cho 3 track đầu của album.
Album đầu tiên của TK, Flowering, được phát hành vào ngày 27 tháng 6 năm 2012 gồm phiên bản làm lại của "Film a moment" và "White Silence" (cả hai bài đều từng là track gốc trong MV "Film a Moment"), cùng với đó là 7 track mới và 1 track ẩn "sound_am326". Phiên bản giới hạn của album bao gồm session live trong phòng thu của TK (phát hành dưới dạng DVD), và được đạo diễn bởi P.B.Anderson.
TK sau đó phát hành album phòng thu thứ 2 "Fantastic Magic" vào năm 2014, tiếp nối cho single "Unravel", bài hát góp mặt vào bộ anime kinh dị "Tokyo Ghoul", đồng thời tiếp nối cho mini-album "Contrast" ra mắt gần cuối năm 2013.
Năm 2016, TK tiếp tục ra mắt album "White Noise", bao gồm 2 bản làm lại cho single "Signal" (bài hát mở đầu cho bộ anime 91 Days) và "Secret Sensation", bản thu âm trong studio của "Jewel of sin", và bản hoàn chỉnh của "Like there is tomorrow". Phiên bản giới hạn bao gồm album hoàn chỉnh và DVD cho tour Secret Sensation.
Tháng 11 năm 2018, TK ra mắt single "Katharsis" (bài hát mở đầu cho season 4 của serie anime "Tokyo Ghoul"), bao gồm bản TV-size, bản instrumental-only, và "Memento". Phiên bản MV của single này phát hành cùng thời điểm với ngày ra mắt single.
Tháng 12 năm 2018, TK thông báo ra mắt single "P.S.Red.I" làm nhạc nền cho trailer bản tiếng Nhật của phim "Spiderman:Into Spider-verse"
Ngày 15/4/2020, TK ra mắt album phòng thu thứ 3: "Sainou", và đúng 1 năm sau, ngày 14/4/2021, TK ra mắt EP thứ 3, "Yesworld".
Ngày 5/8/2021, TK ra mắt teaser trailer cho album tổng hợp "egomaniac feedback", với ngày ra mắt chính thức vào 31/10/2021.